# NGC 4223
NGC 4223 é uma galáxia espiral (S0-a) localizada na direcção da constelação de Virgo. Possui uma declinação de +06° 41' 22" e uma ascensão recta de 12 horas, 17 minutos e 25,8 segundos.
A galáxia NGC 4223 foi descoberta em 13 de Abril de 1784 por William Herschel.